# Sonhei com Você
Sonhei com Você é um filme brasileiro do ano de 1989, do gênero musical, dirigido por Ney Sant'Anna. É o segundo filme estrelado pela dupla sertaneja Milionário e José Rico.

## Sinopse
Os cantores sertanejos são vítimas de um golpe do empresário Malaquias e, além de perder tudo, tornam-se fugitivos da polícia. Por onde eles passam, ninguém acredita que eles são mesmo a famosa dupla, por causa dos muitos imitadores — alguns mostrados no filme. Para resolver a situação, eles precisam encontrar o deputado José Raimundo, e para isso contam com a ajuda da caminhoneira Marcela, que, obrigada pelo pai, dá carona à dupla.

## Elenco[2]
- Milionário e José Rico.... eles mesmos
- Marcélia Cartaxo.... Marcela
- Jofre Soares.... Seu Bento
- Raimundo Silva.... Malaquias
- José Raimundo.... Deputado José Raimundo
- Turíbio Ruiz.... Pedro
- Ada Chaseliov.... Celina
- Joel Barcellos.... Pistoleiro
- Yeda Dantas.... Madalena
- Jorge Lafond.... Apresentador do baile